# Submillimeter Wave Astronomy Satellite
Submillimeter Wave Astronomy Satellite (SWAS) foi um satélite para observações astronômicas, lançado em 5 de dezembro de 1988, como parate do programa Explorer da NASA. O telescópio foi projetado por cientistas e engenheiros do Smithsonian Astrophysical Observatory e o satélite foi construído pelo Goddard Space Flight Center. 
O satélite estudou microondas na faixa de 487-556 GHz, originadas por moléculas de água, oxigênio molecular, carbono atômico e monóxido de carbono no espaço.